# Elezioni parlamentari in Camerun del 2013
Le elezioni parlamentari in Camerun del 2013 si tennero il 30 settembre per il rinnovo dell'Assemblea nazionale.

## Risultati
| Liste                                             | Voti      | % | Seggi |
| ------------------------------------------------- | --------- | - | ----- |
| Raggruppamento Democratico del Popolo Camerunese  |           |   | 148   |
| Fronte Social-Democratico                         |           |   | 18    |
| Unione Nazionale per la Democrazia e il Progresso |           |   | 5     |
| Unione Democratica del Camerun                    |           |   | 4     |
| Unione dei Popoli del Camerun                     |           |   | 3     |
| Movimento per la Difesa della Repubblica          |           |   | 1     |
| Movimento per la Rinascita del Camerun            |           |   | 1     |
| Altri                                             |           |   | -     |
| Totale                                            | 4.023.293 |   | 180   |